# 佐島漁港
佐島漁港（さじまぎょこう）は、神奈川県横須賀市にある第2種漁港である。

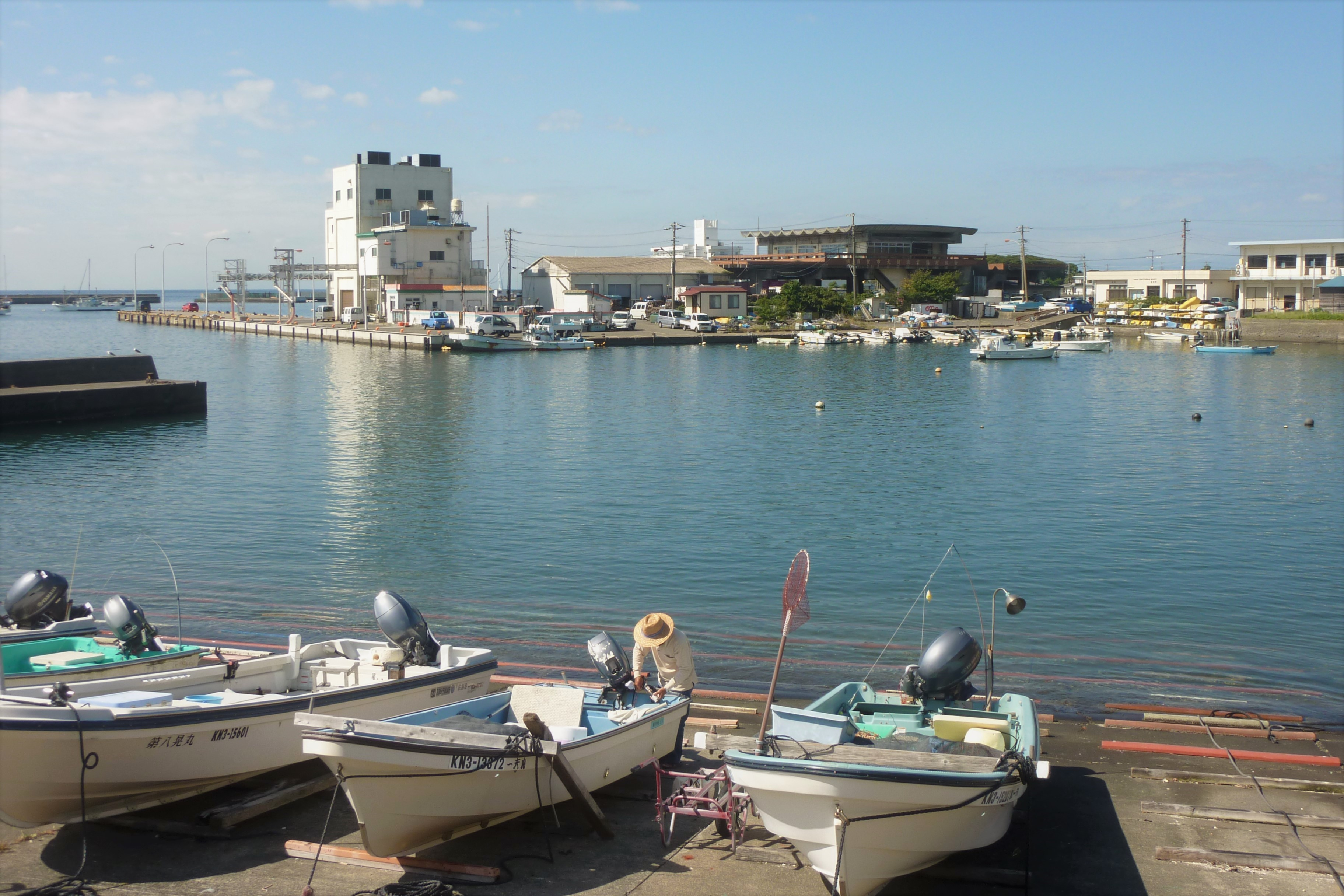
佐島漁港（2017年09月29日）

## 概要
- 管理者 - 神奈川県横須賀市
- 漁業協同組合 - 横須賀市大楠
- 組合員数 - 301名（2001年12月）
- 漁港番号 - 2120030

## 沿革
- 1951年10月17日 - 第2種漁港に指定

## 主な魚種
- イワシ
- アジ類
- カツオ
- ブリ
- サバ
- タコ（首都圏での名産地）

## 主な漁業
- 巻き網漁業
- 定置網
- 釣り（沿岸カツオの一本釣り）

## 周辺
- 天神島

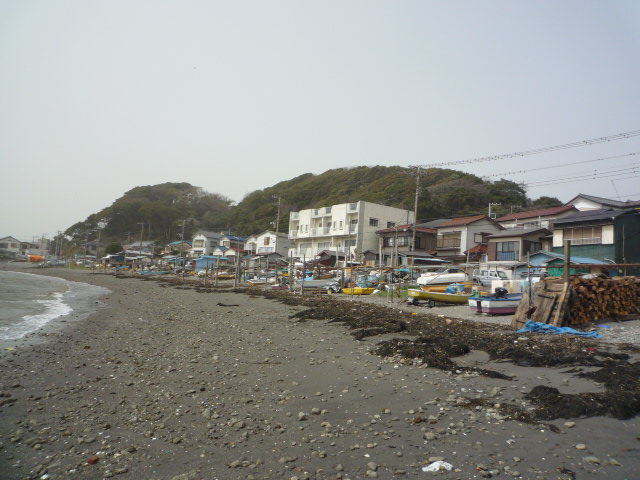
漁港周辺の港町（2010年03月21日）

- 佐島マリーナ（『金曜ロードショー』の初代のオープニング映像(1985年10月～1997年3月)の撮影地の一つ）

## 交通
- JR横須賀線逗子駅・京急逗子線逗子・葉山駅より京浜急行バス佐島港前下車。徒歩すぐ